# دانشگاه برندایس
دانشگاه برندایس (به انگلیسی: Brandeis University) یک دانشگاه تحقیقاتی خصوصی در والتم واقع در ایالت ماساچوست آمریکا است که در سال ۱۹۴۸ میلادی تأسیس شده‌است.